# Бициклизам на Летњим олимпијским играма 1896.
На Олимпијским играма 1896 у бициклизму такмичило се у шест дисциплина. Такмичења су се одржавала на новоизграђеном велодрому Neo Phaliron у организацији пододбора МОКа за бициклизам. Само једна дисциплина друмска трка одржана је напољу на путу од Маратона до Атине и назад у дужини од 87 km. Такмичење се одржано 8, 11, 12 и 13. априла уз учешће 19 бициклиста из 5 држава.

## Земље учеснице
- Аустрија (1)
- Француска (2)
- Немачко царство (5)
- Уједињено Краљевство (2)
- Грчка (9) (*)

(*) Укључујући бициклисту (Ловердоса) из Измира, који се такмичио за Грчку

## Освајачи медаља
Ове медаље МОК је доделио ретроактивно. У време игара, победници су добијали сребрну медаљу и остала места нису добијали никакву награду.
| Дисциплина            |                                |                                     |                                     |
| Друмска трка детаљи   | Аристидис Константинидис Грчка | Аугуст фон Гедрих Немачко царство   | Едвард Бател · Уједињено Краљевство |
| Спринт детаљи         | Пол Масон Француска            | Стаматиос Николопулос Грчка         | Леон Фламан Француска               |
| 333,3 метра детаљи    | Пол Масон Француска            | Стаматиос Николопулос Грчка         | Адолф Шмал Аустрија                 |
| 10 километара детаљи  | Пол Масон Француска            | Леон Фламан Француска               | Адолф Шмал Аустрија                 |
| 100 километара детаљи | Леон Фламан Француска          | Јоргос Колетис Грчка                | нико                                |
| 12 сати детаљи        | Адолф Шмал Аустрија            | Френк Кипинг · Уједињено Краљевство | нико                                |

## Биланс медаља
|   | Земља            |   |   |   |   |
| - | ---------------- | - | - | - | - |
| 1 | Француска        | 4 | 1 | 1 | 6 |
| 2 | Грчка            | 1 | 3 | 0 | 4 |
| 3 | Аустрија         | 1 | 0 | 2 | 3 |
| 4 | Велика Британија | 0 | 1 | 1 | 2 |
| 5 | Немачко царство  | 0 | 1 | 0 | 1 |